# Al and Zoot
Al and Zoot est un album de cool jazz des saxophonistes américains Al Cohn et Zoot Sims enregistré en 1957.
Pour Scott Yanow, du site AllMusic, « cet album est l'un des joyaux sous-estimés » de l'activité des deux saxophonistes à la fin des années 1950.

## Historique

### Enregistrement
L'album est enregistré le 27 mars 1957 à New York par les saxophonistes Al Cohn et Zoot Sims entourés de Mose Allison au piano, Teddy Kotick à la contrebasse et Nick Stabulas à la batterie,,.

### Publication et réédition
L'album sort en 1957 en disque vinyle long play (LP) sur le label Coral Records sous la référence CRL 57171,,.   
La notice originale du LP (original liner notes) est de la main de Burt Korall.
L'album est réédité en disque vinyle LP en 1960 et en 1993 par Coral, et en 1976, 1978 et 1983 par le label MCA.
Il est par ailleurs édité en CD à partir de 1990 par les labels Decca, Coral, GRP, Chessmates et Universal,.

## Accueil critique
Dans la notice du LP originel, Burt Korall souligne, en observant les partitions de Cohn sur les thèmes You're A Lucky Guy et It's A Wonderful World que « les racines de ces deux musiciens sont profondes... Louis Armstrong, Coleman Hawkins et d'autres figures importantes du jazz antérieur ont joué un rôle important dans leur développement ».
Le site AllMusic attribue 3 étoiles à l'album Al and Zoot. Son critique musical Scott Yanow souligne que « Accompagnés du pianiste Mose Allison (qui était alors inconnu), du bassiste Teddy Kotick et du batteur Nick Stabulas, les deux ténors très complémentaires jouent cinq des originaux swingants de Cohn (dont Halley's Comet, du nom de John Haley "Zoot" Sims !) et cinq standards. Le milieu et la fin des années 1950 ont été une période d'intense activité d'enregistrement et cet album est l'un des joyaux sous-estimés qui a été quelque peu négligé à l'époque ».
Pour le saxophoniste et critique de jazz Simon Spillett, auteur en 2015 de la notice du CD de compilation Al Cohn & Zoot Sims - Two Funky People - 1952-61 « Les huit titres de l'album présentent toutes les vertus de la musique du groupe ». Spillett attire en particulier l'attention sur « Two Funky People, un morceau sur lequel ils jouent tous les deux de la clarinette. Ironiquement, sur un album où l'on retrouve leur jeu de saxophone ténor caractéristique, c'est cette performance qui allait devenir le point focal de l'oeuvre ».

## Liste des morceaux
| 1.    | It's a Wonderful World | Harold Adamson / Jan Savitt / John Watson | 6:26 |
| 2.    | Brandy and Beer        | Al Cohn                                   | 3:46 |
| 3.    | Two Funky People       | Al Cohn                                   | 4:26 |
| 4.    | Chasing the Blues      | Al Cohn                                   | 6:06 |
| 5.    | Halley's Comet         | Al Cohn                                   | 4:06 |
| 6.    | You're a Lucky Guy     | Sammy Cahn / Saul Chaplin                 | 3:34 |
| 7.    | The Wailing Boat       | Al Cohn                                   | 6:11 |
| 8.    | Just You, Just Me      | Jesse Greer / Raymond Klages              | 5:29 |
| 9.    | Gone with the Wind     | Herbert Magidson / Allie Wrubel           | 6:18 |
| 46:22 |                        |                                           |      |

## Musiciens
- Al Cohn : saxophone ténor
- Zoot Sims : saxophone ténor
- Mose Allison : piano
- Teddy Kotick : contrebasse
- Nick Stabulas : batterie